# Eetu Nousiainen
Eetu Nousiainen, född 29 april 1997 i Kuopio, är en finländsk backhoppare.
Han gjorde sin debut i världscupen i Trondheim 2017, där han slutade på 49:e plats. Nousiainen deltog även i OS 2018 där han slutade 49:a i normalbacken.
Hans bästa placering i världscupen är en 8:e plats från Oberstdorf 2022. Han har även nappat några pallplatser  (varav en vinst) i Continental Cup.